# Professional'nyj Futbol'nyj Klub Central'nyj Sportivnyj Klub Armii 2014-2015
Questa voce raccoglie le informazioni riguardanti il Professional'nyj Futbol'nyj Klub Central'nyj Sportivnyj Klub Armii nelle competizioni ufficiali della stagione 2014-2015.

## Stagione
Nella stagione 2014-2015 il CSKA Mosca ha disputato la Prem'er-Liga, massima serie del campionato russo di calcio, terminando il torneo al secondo posto con 60 punti conquistati in 30 giornate, frutto di 19 vittorie, 3 pareggi e 8 sconfitte, qualificandosi al terzo turno preliminare della UEFA Champions League 2015-2016. Nella Kubok Rossii il CSKA Mosca è sceso in campo dai sedicesimi di finale, raggiungendo le semifinali della competizione dove è stato eliminato dal Kuban'. Ha vinto la sesta Superkubok Rossii della sua storia, battendo il Rostov per 3-1. In UEFA Champions League ha partecipato alla fase a gironi: sorteggiato nel gruppo E, ha concluso al quarto ed ultimo posto, venendo così eliminato dalla competizione.

## Divise
| Casa | Trasferta |

## Rosa
| N. |                     | Ruolo | Calciatore                       |
| -- | ------------------- | ----- | -------------------------------- |
| 1  | Russia (bandiera)   | P     | Sergej Čepčugov                  |
| 2  | Brasile (bandiera)  | D     | Mário Fernandes                  |
| 3  | Svezia (bandiera)   | C     | Pontus Wernbloom                 |
| 4  | Russia (bandiera)   | D     | Sergej Ignaševič (vice-capitano) |
| 6  | Russia (bandiera)   | D     | Aleksej Berezuckij               |
| 7  | Serbia (bandiera)   | C     | Zoran Tošić                      |
| 8  | Svizzera (bandiera) | A     | Steven Zuber                     |
| 8  | Russia (bandiera)   | A     | Kirill Pančenko                  |
| 10 | Russia (bandiera)   | C     | Alan Dzagoev                     |
| 11 | Brasile (bandiera)  | A     | Vitinho                          |
| 14 | Russia (bandiera)   | F     | Kirill Nababkin                  |
| 15 | Russia (bandiera)   | C     | Dmitrij Efremov                  |
| 17 | Svezia (bandiera)   | A     | Alibek Aliev                     |

| N. |                           | Ruolo | Calciatore                |
| -- | ------------------------- | ----- | ------------------------- |
| 18 | Nigeria (bandiera)        | A     | Ahmed Musa                |
| 19 | Lettonia (bandiera)       | C     | Aleksandrs Cauņa          |
| 23 | Bulgaria (bandiera)       | C     | Georgi Milanov            |
| 24 | Russia (bandiera)         | D     | Vasilij Berezuckij        |
| 25 | Finlandia (bandiera)      | C     | Roman Erëmenko            |
| 26 | Liberia (bandiera)        | A     | Sekou Oliseh              |
| 35 | Russia (bandiera)         | P     | Igor' Akinfeev (capitano) |
| 42 | Russia (bandiera)         | D     | Georgij Ščennikov         |
| 60 | Russia (bandiera)         | C     | Aleksandr Golovin         |
| 66 | Israele (bandiera)        | C     | Bibras Natkho             |
| 71 | Russia (bandiera)         | C     | Konstantin Bazeljuk       |
| 88 | Costa d'Avorio (bandiera) | A     | Seydou Doumbia            |
| 97 | Svezia (bandiera)         | A     | Carlos Strandberg         |

## Risultati

### Campionato
| Chimki 2 agosto 2014 1ª giornata | CSKA Mosca | 4 – 1 referto | Torpedo Mosca | Arena Chimki |

| Saransk 9 agosto 2014 2ª giornata | Mordovija | 0 – 1 referto | CSKA Mosca | Start Stadion |

| Chimki 13 agosto 2014 3ª giornata | CSKA Mosca | 1 – 0 referto | Terek Groznyj | Arena Chimki |

| Chimki 17 agosto 2014 4ª giornata | CSKA Mosca | 0 – 1 referto | Spartak Mosca | Arena Chimki |

| Kazan' 23 agosto 2014 5ª giornata | Rubin | 2 – 1 referto | CSKA Mosca | Kazan Arena |

| Chimki 31 agosto 2014 6ª giornata | CSKA Mosca | 6 – 0 referto | Rostov | Arena Chimki |

| Chimki 13 settembre 2014 7ª giornata | CSKA Mosca | 2 – 1 referto | Arsenal Tula | Arena Chimki |

| Chimki 21 settembre 2014 8ª giornata | CSKA Mosca | 1 – 0 referto | Lokomotiv Mosca | Arena Chimki |

| Ekaterinburg 27 settembre 2014 9ª giornata | Ural | 3 – 4 referto | CSKA Mosca | Stadio Centrale di Kazan' |

| Chimki 18 ottobre 2014 10ª giornata | CSKA Mosca | 6 – 0 referto | Kuban' | Arena Chimki |

| Perm' 26 ottobre 2014 11ª giornata | Ufa | 3 – 3 referto | CSKA Mosca | Stadio Zvezda |

| Chimki 1 novembre 2014 12ª giornata | CSKA Mosca | 0 – 1 referto | Zenit San Pietroburgo | Arena Chimki |

| Chimki 9 novembre 2014 13ª giornata | Dinamo Mosca | 1 – 0 referto | CSKA Mosca | Arena Chimki |

| Krasnodar 22 novembre 2014 14ª giornata | Krasnodar | 2 – 1 referto | CSKA Mosca | Stadio Kuban' |

| Chimki 29 novembre 2014 15ª giornata | CSKA Mosca | 5 – 0 referto | Ufa | Arena Chimki |

| Chimki 2 dicembre 2014 16ª giornata | CSKA Mosca | 2 – 1 referto | Amkar Perm' | Arena Chimki |

| Krasnodar 6 dicembre 2014 17ª giornata | Kuban' | 0 – 1 referto | CSKA Mosca | Stadio Kuban' |

| Groznyj 7 marzo 2015 18ª giornata | Terek Groznyj | 1 – 2 referto | CSKA Mosca | Stadio Sultan Bilimkhanov |

| Chimki 14 marzo 2015 19ª giornata | CSKA Mosca | 4 – 0 referto | Mordovija | Arena Chimki |

| Mosca 21 marzo 2015 20ª giornata | Arsenal Tula | 1 – 4 referto | CSKA Mosca | Sapsan Arena |

| San Pietroburgo 5 aprile 2015 21ª giornata | Zenit San Pietroburgo | 2 – 1 referto | CSKA Mosca | Stadio Petrovskij |

| Chimki 8 aprile 2015 22ª giornata | CSKA Mosca | 1 – 2 referto | Dinamo Mosca | Arena Chimki |

| Perm' 13 aprile 2015 23ª giornata | Amkar Perm' | 1 – 0 referto | CSKA Mosca | Stadio Zvezda |

| Chimki 19 aprile 2015 24ª giornata | CSKA Mosca | 1 – 1 referto | Krasnodar | Arena Chimki |

| Ramenskoe 25 aprile 2015 25ª giornata | Torpedo Mosca | 0 – 2 referto | CSKA Mosca | Saturn Stadium |

| Chimki 4 maggio 2015 26ª giornata | CSKA Mosca | 3 – 1 referto | Ural | Arena Chimki |

| Mosca 10 maggio 2015 27ª giornata | Lokomotiv Mosca | 1 – 3 referto | CSKA Mosca | Stadio Lokomotiv |

| Mosca 17 maggio 2015 28ª giornata | Spartak Mosca | 0 – 4 referto | CSKA Mosca | Otkrytie Arena |

| Chimki 25 maggio 2015 29ª giornata | CSKA Mosca | 3 – 0 referto | Rubin | Arena Chimki |

| Rostov sul Don 30 maggio 2015 30ª giornata | Rostov | 1 – 1 referto | CSKA Mosca | Stadio Olimp-2 |

### Coppa di Russia
| Dzeržinsk 24 settembre 2014 Sedicesimi di finale | Chimik Dzeržinsk | 1 – 2 referto | CSKA Mosca | Stadion Chimik |

| Podol'sk 29 ottobre 2014 Ottavi di finale | CSKA Mosca | 2 – 0 referto | Torpedo Mosca | Trud Stadium |

| Chimki 2 marzo 2015 Quarti di finale | CSKA Mosca | 1 – 0 referto | Kryl'ja Sovetov Samara | Stadio Rodina |

| Krasnodar 29 aprile 2015 Semifinale | Kuban' | 1 – 0 referto | CSKA Mosca | Stadio Kuban' |

### Superkubok Rossii
| Arbitro: | Nikolaev (Mosca) |

|                                     |           |           |
| Wernbloom 56’ Tošić 74’ Doumbia 80’ | Marcatori | 37’ Milić |

### UEFA Champions League

#### Fase a gironi
Gruppo E
| Arbitro: | David Fernández Borbalán |

|                                                             |           |          |
| Iturbe 6’ Gervinho 10’, 31’ Maicon 20’ Ignaševič 50’ (aut.) | Marcatori | 82’ Musa |

| Arbitro: | William Collum |

|  |           |                   |
|  | Marcatori | 22’ (rig.) Müller |

| Arbitro: | István Vad |

|                               |           |                       |
| Doumbia 65’ Natkho 86’ (rig.) | Marcatori | 29’ Agüero 38’ Milner |

| Arbitro: | Tasos Sidiropoulos |

|          |           |                 |
| Touré 8’ | Marcatori | 2’, 34’ Doumbia |

| Arbitro: | Felix Brych |

|                     |           |           |
| V. Berezuckij 90+3’ | Marcatori | 43’ Totti |

| Arbitro: | Olegário Benquerença |

|                                      |           |  |
| Müller 18’ (rig.) Rode 84’ Götze 90’ | Marcatori |  |

## Statistiche

### Statistiche di squadra
| Competizione          | Punti | In casa | In casa | In casa | In casa | In casa | In casa | In trasferta | In trasferta | In trasferta | In trasferta | In trasferta | In trasferta | Totale | Totale | Totale | Totale | Totale | Totale | DR  |
| Competizione          | Punti | G       | V       | N       | P       | Gf      | Gs      | G            | V            | N            | P            | Gf           | Gs           | G      | V      | N      | P      | Gf     | Gs     | DR  |
| --------------------- | ----- | ------- | ------- | ------- | ------- | ------- | ------- | ------------ | ------------ | ------------ | ------------ | ------------ | ------------ | ------ | ------ | ------ | ------ | ------ | ------ | --- |
| Prem'er-Liga          | 60    | 15      | 11      | 1       | 3       | 39      | 9       | 15           | 8            | 2            | 5            | 28           | 18           | 30     | 19     | 3      | 8      | 67     | 27     | +40 |
| Kubok Rossii          | -     | 2       | 2       | 0       | 0       | 3       | 0       | 2            | 1            | 0            | 1            | 2            | 2            | 4      | 3      | 0      | 1      | 5      | 2      | +3  |
| Superkubok Rossii     | -     | -       | -       | -       | -       | -       | -       | -            | -            | -            | -            | -            | -            | 1      | 1      | 0      | 0      | 3      | 1      | +2  |
| UEFA Champions League | -     | 3       | 0       | 2       | 1       | 3       | 4       | 1            | 1            | 0            | 2            | 3            | 9            | 6      | 1      | 2      | 3      | 6      | 13     | -7  |
| Totale                | -     | 20      | 13      | 3       | 4       | 45      | 13      | 20           | 10           | 2            | 8            | 33           | 29           | 41     | 24     | 5      | 12     | 81     | 43     | +38 |